# Martelaren van Roermond

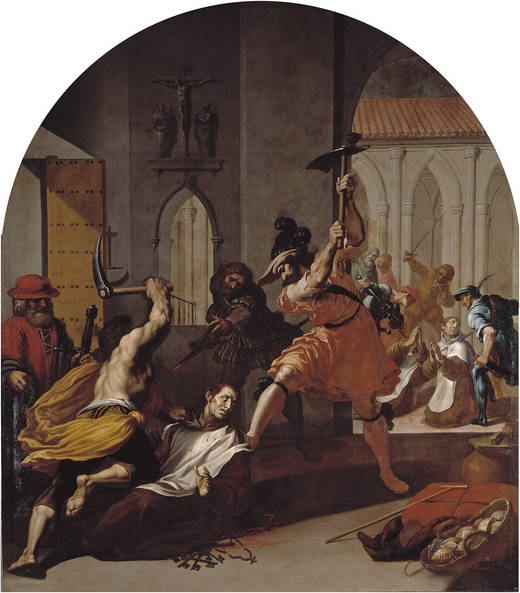
De martelaren van Roermond (1572).

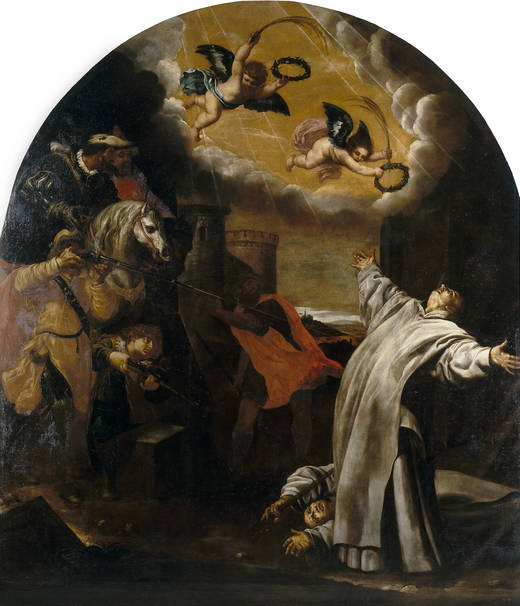
Vincentius van Herck en Johan Leeuwis uitgebeeld.

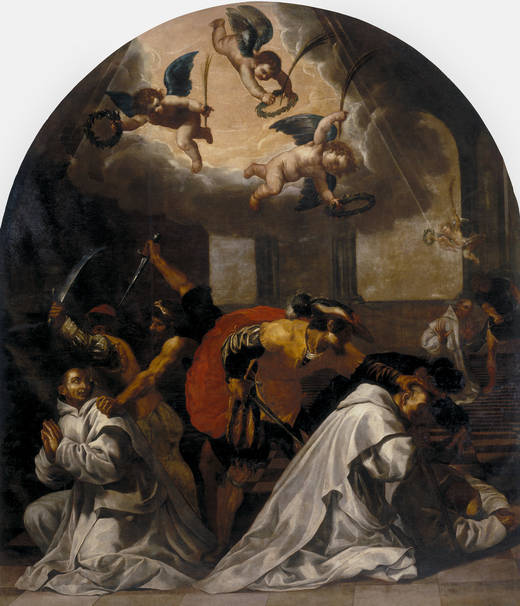
geschilderd door Vicento Carducho (1576-1636).

De Martelaren van Roermond zijn dertien geestelijken uit Roermond die werden vermoord door de troepen van Willem van Oranje in 1572.
Het waren twaalf monniken uit het kartuizerklooster Bethlehem, alsmede de secretaris van de bisschop van Roermond.
Op 23 juli 1572, niet lang na het begin van de Tachtigjarige Oorlog, veroverden troepen van Willem van Oranje de stad Roermond. Willem stond toe dat werd geplunderd, de soldaten hadden het daarbij vooral gemunt op katholieke kerken en kloosters. In het kartuizerklooster werd daarbij een bloedbad aangericht, de helft van de aanwezigen werd gedood.
Dit alles werd beschreven door Arnoldus Havensius, een kartuizer monnik wiens verslag grote verontwaardiging verwekte in heel Europa. De Martelaren van Roermond waren in hun tijd bekender dan de Martelaren van Gorcum, die ook in juli 1572 werden vermoord. Talrijke kunstwerken werden gewijd aan hetgeen in Roermond had plaatsgevonden en vooral in kartuizerkloosters hield men de herinnering aan het gebeurde levend. De beenderen van de slachtoffers werden als relieken in de Caroluskapel te Roermond bewaard.
Het wordt Willem van Oranje nagedragen dat hij de moord op de martelaren van Roermond niet heeft veroordeeld, en zijn soldaten een vrijbrief had gegeven de stad te plunderen.

## De Martelaren
1. Stefanus van Roermond, portier
2. Albertus van Winsen, belastingambtenaar
3. Johannes van Sittard, bakker
4. Erasmus van Maastricht, priester
5. Matthias van Keulen, priester
6. Henricus Wellen, diaken
7. Johannes van Luik, priester
8. Johannes Leeuwis, priester
9. Johannes Gressenich, diaken
10. Severus van Koblenz, priester en gast
11. Paulus van Waelwijck, priester en secretaris van de bisschop van Roermond
12. Wilhelmus Wellen, priester en procurator
13. Vincentius van Herck, priester en koster

## Status
De Martelaren van Roermond werden en worden te Roermond vereerd, maar ze zijn, anders dan bijvoorbeeld de Martelaren van Gorcum, nimmer zalig of heilig verklaard.